# Gaucher III de Châtillon
Vous lisez un « bon article » labellisé en 2020.
Gaucher III de Châtillon, né vers 1166 et mort en octobre 1219, est seigneur de Châtillon, de Montjay, de Troissy, de Crécy et de Pierrefonds à la fin du XIIe siècle et au début du XIIIe siècle. Il est le deuxième fils de Guy II de Châtillon et de son épouse Alix de Dreux, d'origine capétienne ce qui fait de lui un cousin des rois de France.
Il prend la croix avec son frère aîné Guy III et ils vont ensemble en Terre sainte dans l'armée du roi. Ils combattent lors du siège de Saint-Jean-d'Acre. Alors que son frère y succombe, il s'y illustre devant les rois de France et d’Angleterre. Il combat ensuite à la bataille d'Arsouf puis à celle de Jaffa avant de rentrer en Champagne où il devient le nouveau seigneur de Châtillon ; ses exploits lors de la croisade l'aident à obtenir les charges de bouteiller de Champagne ainsi que de sénéchal de Bourgogne.
Il épouse Élisabeth de Saint-Pol, héritière du comté de Saint-Pol ; ils ont quatre enfants ; il fonde avec elle Ville Neuve.
Il rejoint par la suite l'ost royal réuni pour la conquête de la Normandie et combat aux sièges de Château-Gaillard puis de de Rouen. Quelques années plus tard, il se croise de nouveau et participe à la croisade des albigeois, prend part aux sièges de Béziers puis de Carcassonne et attire de nouveau l'attention du roi qui lui confie une armée pour guerroyer en Bretagne où il prend la forteresse de Garplie. Il lutte ensuite en Flandre pour la cause de son roi et prend les villes de Tournai et de Mortagne.
Peu après, il fait partie de l'armée royale lors de la bataille de Bouvines où il s'illustre particulièrement en traversant à plusieurs reprises les rangs des flamands et hennuyers de Ferrand de Portugal. De retour dans ses terres, il fait partie des défenseurs de la comtesse-régente Blanche de Navarre face aux prétentions sur le comté de Champagne d'Érard de Brienne, et de son épouse Philippa de Champagne, fille de l'ancien comte Henri II. Une fois achevée la guerre de succession de Champagne, il se croise pour la troisième fois et repart pour la croisade des albigeois avec le prince Louis ; il combat aux sièges de Marmande puis de Toulouse au cours duquel le prince Louis abandonne la croisade. Gaucher continue de combattre en Languedoc mais trouve la mort lors d'une bataille en octobre 1219.
Son fils aîné Guy lui succède comme comte de Saint-Pol tandis que son fils puîné Hugues hérite de la seigneurie de Châtillon.

## Biographie

### Origines
Gaucher III de Châtillon est né vers 1166, probablement au château de Châtillon-sur-Marne. Il est le deuxième fils de Guy II de Châtillon, seigneur de Châtillon, Montjay, Troissy, Crécy et Pierrefonds, et de son épouse Alix de Dreux, elle-même fille de Robert Ier de Dreux, comte de Dreux et cinquième fils du roi des Francs Louis VI le Gros, et d'Harvise d'Évreux,.

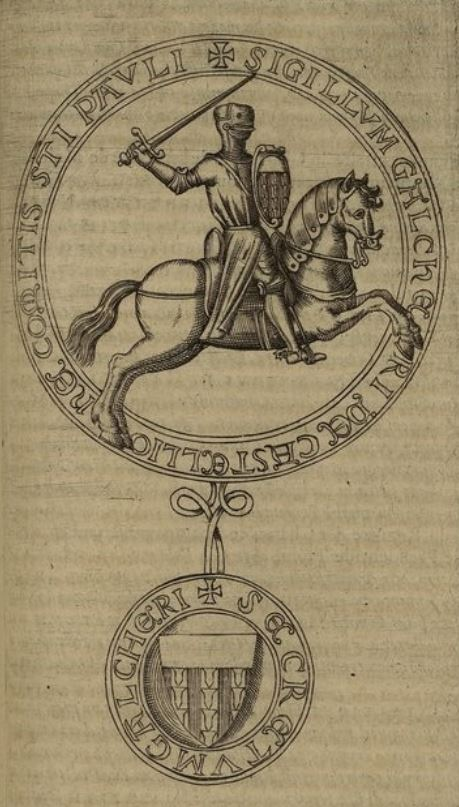
Sceau et contre sceau du bouteiller de Champagne Gaucher III de Châtillon.

La maison de Châtillon est l'une des plus anciennes et puissantes familles du comté de Champagne, dont elle est vassale. Par le jeu des alliances matrimoniales, Gaucher III de Châtillon est cousin germain du roi de France.

### Début de carrière
Guy II de Châtillon, père de Guy III, Gaucher III et Robert, meurt en 1170. Certains historiens du XIXe siècle ont pensé que Gaucher lui a succédé en tant que fils aîné, mais il s'agit très certainement d'une erreur. Son fils aîné est plutôt Guy III, qui lui succède donc et qui devient seigneur de Châtillon en 1170 jusqu'à sa mort en 1191,.
Gaucher III n'est donc pas destiné à devenir seigneur de Châtillon, mais plutôt à seconder son frère aîné, rôle généralement donné aux cadets des familles nobles. Quant à leur frère puîné, Robert, il est destiné à une carrière ecclésiastique et devient évêque de Laon en 1210 ; il meurt en 1215.

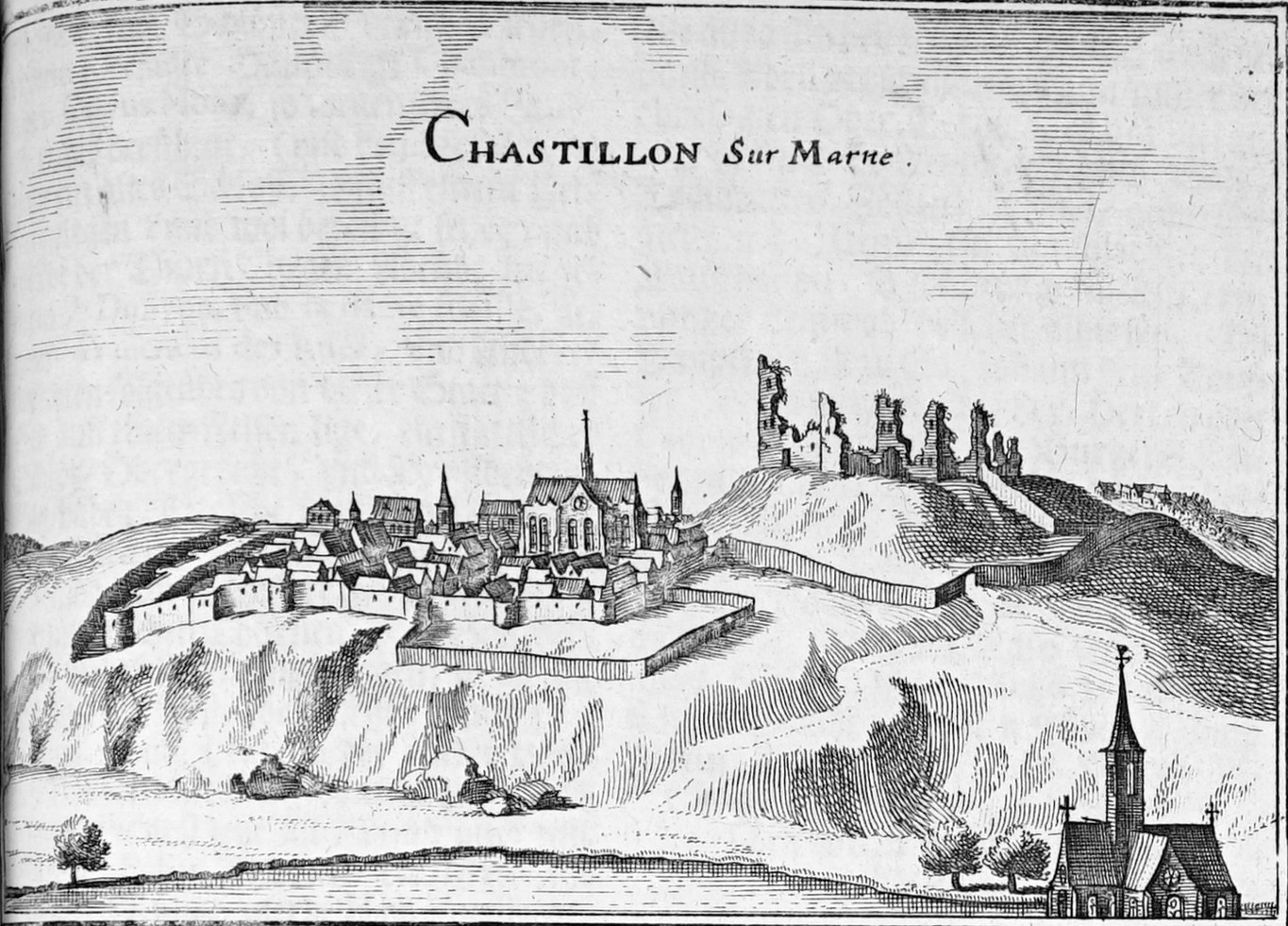
Vue ancienne de Châtillon-sur-Marne avec ses remparts, son prieuré et les vestiges de son château.

Comme beaucoup de frères cadets, Gaucher apparait alors principalement dans l'ombre de son frère aîné et signe comme témoin nombre des chartes de ce dernier dès 1183 jusqu'à leur départ pour la Terre sainte en 1189,.

### Troisième croisade

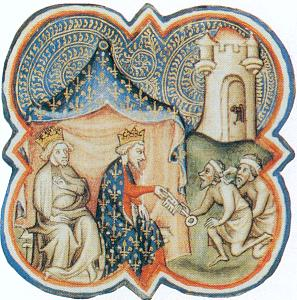
Les musulmans d'Acre remettent les clefs de la ville à Philippe Auguste et Richard Cœur de Lion, Grandes Chroniques de France de,, vers 1375.

En 1189, Gaucher et son frère aîné Guy III décident tous deux de participer à la troisième croisade et d'y accompagner leur cousin germain le roi de France Philippe-Auguste,. Avant leur départ et afin de s'attirer les faveurs divines, Guy et Gaucher font plusieurs dons, avec l'accord de leur frère Robert, au prieuré de Longueau.
Ils partent probablement de Vézelay le 4 juillet 1190 avec le roi avant d'embarquer à Gênes à la fin de l'été 1190. Mais des tempêtes d'hiver les forcent à faire escale à Messine en Sicile, où ils doivent attendre plusieurs mois. De là, ils repartent avec le roi le 30 mars 1191 ; ils arrivent à Saint-Jean-d'Acre le 20 avril 1191 et participent au siège de la cité, contrôlée par les musulmans.
Les deux frères combattent côte à côte sous les murs de la ville, mais alors que Gaucher s'y distingue, Guy tombe sous les coups des Sarrasins et y laisse la vie. Ce dernier n'ayant pas contracté de mariage et n'ayant pas eu de descendance, Gaucher lui succède alors et devient à son tour seigneur de Châtillon et de Montjay. Peu après la prise de la ville le 12 juillet 1191, le roi Philippe-Auguste repart pour la France et embarque à Tyr le 2 août 1191, laissant sur place une grande partie de son ost sous le commandement du duc de Bourgogne Hugues III et à la disposition de son rival anglais Richard Cœur de Lion.
Quant à Gaucher, il choisit de rester en Terre sainte où il combat probablement lors la bataille d'Arsouf. Ses talents au combat attirent l'attention du monarque anglais qui lui confie le commandement d'un navire lors de la bataille de Jaffa. Parvenu à la citadelle de la ville, Gaucher fait la jonction avec les assiégés ; ils parviennent ensemble à faire une sortie qui brise une partie du siège,. Un traité de paix est ensuite signé entre Saladin et Richard Cœur de Lion le 2 septembre 1192 et Gaucher III rentre probablement dans ses États peu après.

### Bouteiller de Champagne
Anseau II de Traînel, bouteiller de Champagne, meurt vers 1189 et Gaucher III lui succède en étant nommé à cette charge, probablement après son retour de la troisième croisade où il a démontré ses compétences. À la suite de cette nomination, il devient l'un des personnages les plus importants du comté de Champagne et apparait au premier plan dans les principaux actes des comtes.

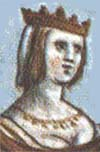
La comtesse Blanche de Navarre.

Ainsi en avril 1198, à Melun, il sert de caution pour la foi jurée au roi par le comte de Champagne Thibaud III.
Puis le 1er juillet 1199, à l'occasion du mariage de ce comte avec Blanche de Navarre à Chartres, il signe comme témoin dans la charte de constitution du douaire de la comtesse,.
De même, en mai 1201, après la mort du comte, il sert de nouveau de caution avec Anseau III de Traînel pour la fidélité de la comtesse-régente Blanche de Navarre envers le roi.
En 1212, il concourt avec les plus grands seigneurs champenois à l'ordonnance de Champagne de 1212 sur le règlement de succession des fiefs et sur les duels ; il signe en troisième position après le sénéchal Simon de Joinville et le connétable Guy II de Dampierre.
Et enfin, le 21 novembre 1213, il fait partie des cautions de la comtesse-régente Blanche de Navarre lorsque celle-ci obtient le soutien du roi Philippe-Auguste face aux prétentions sur le comté que pourraient avoir les filles de l'ancien comte Henri II de Champagne.

### Sénéchal de Bourgogne

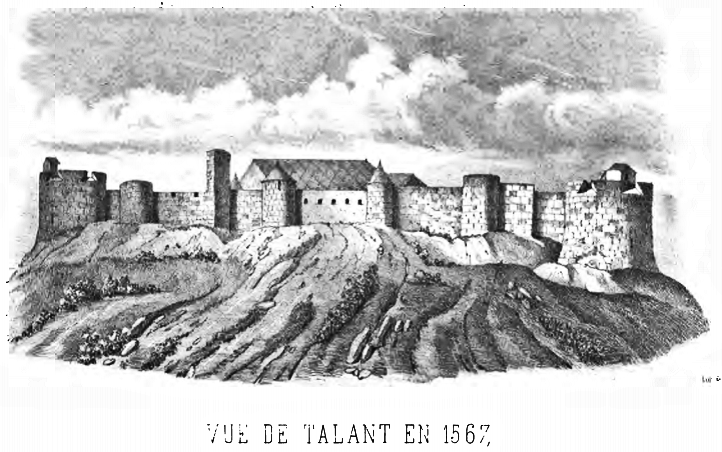
Vue de 1567 du château de Talant, construit par le duc Eudes III de Bourgogne à partir de 1208 pour y exercer son pouvoir.

Au cours de l'année 1196, Hugues de Mont-Saint-Jean et son épouse Élisabeth de Vergy trouvent la mort, et leur fils aîné Étienne de Mont-Saint-Jean, également sénéchal de Bourgogne, devient seigneur de Mont-Saint-Jean par son père mais aussi seigneur de la moitié de Vergy par sa mère, qui était la fille et héritière d'Hervé de Vergy, tandis que l'autre moitié de la seigneurie de Vergy est possédée par Hugues de Vergy. Celui-ci profite de cette succession pour défier l'autorité du duc Eudes III de Bourgogne qui demande à ses barons de le rejoindre afin de soumettre les rebelles à son autorité. Mais Étienne de Mont-Saint-Jean refuse d'obéir au duc, préférant rester loyal à sa famille plutôt qu'à son suzerain et renonce ainsi à sa charge de sénéchal.
Eudes III ne trouve pas de vassaux assez puissants à qui transmettre cette charge de sénéchal pour contenir les autres hauts barons de son duché , il se tourne alors vers un seigneur du comté de Champagne, son arrière-fief, Gaucher III de Châtillon, qui avait déjà côtoyé Hugues III de Bourgogne, père du duc, lors de la troisième croisade où il avait prouvé sa valeur. Après quelques batailles et escarmouches, une trêve est finalement signée à l'abbaye de Cîteaux, dans laquelle le duc promet la sénéchaussée de Bourgogne à la famille de Vergy après la mort de Gaucher.

### Mariage

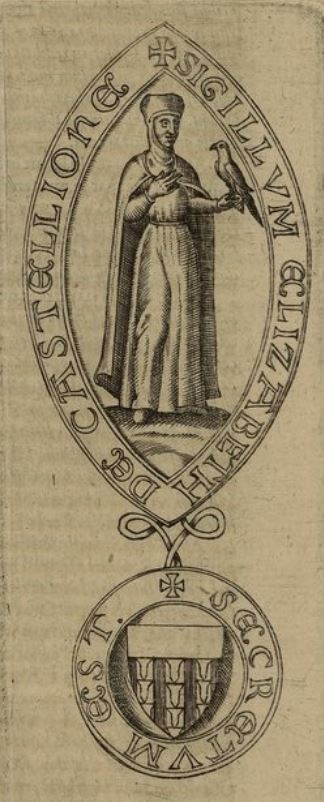
Sceau et contre-sceau d'Élisabeth Campdavaine, dame de Saint-Pol et épouse de Gaucher III de Châtillon.

En 1196, Gaucher épouse Élisabeth de Saint-Pol, née en 1179, fille aînée du Comte de Saint-Pol Hugues IV de Campdavaine et de son épouse Yolande de Hainaut. Il est probable que ce mariage soit initié par le roi Philippe-Auguste en personne, qui a dû batailler quelques années auparavant afin d'obtenir l'allégeance définitive du comté de Saint-Pol et qui souhaite voir ce comté tenu par un de ses proches en qui il peut avoir confiance, forçant sans doute Hugues IV à se résigner à ce mariage face à la pression exercée par le roi.
En février 1205, Hugues de Campdavaine meurt à Constantinople, et en l'absence d'héritier mâle, c'est sa première née Élisabeth qui hérite du titre de comtesse de Saint-Pol. À la suite de ce mariage, Gaucher III devient comte-consort de Saint-Pol, titre qui revient par la suite à la branche aînée de la famille alors que le titre de seigneur de Châtillon, moins prestigieux, revient à la branche cadette,.
Gaucher III exerce par la suite le pouvoir tant sur sa seigneurie que sur le comté de sa femme, qu'il associe parfois à ses décisions. Toutefois, celle-ci ne prend aucune décision seule, malgré les nombreuses absences de son mari qui réside souvent dans ses terres champenoises, mais également aux cours de France, de Champagne ou de Bourgogne.

### Fondation de Villeneuve-le-Comte

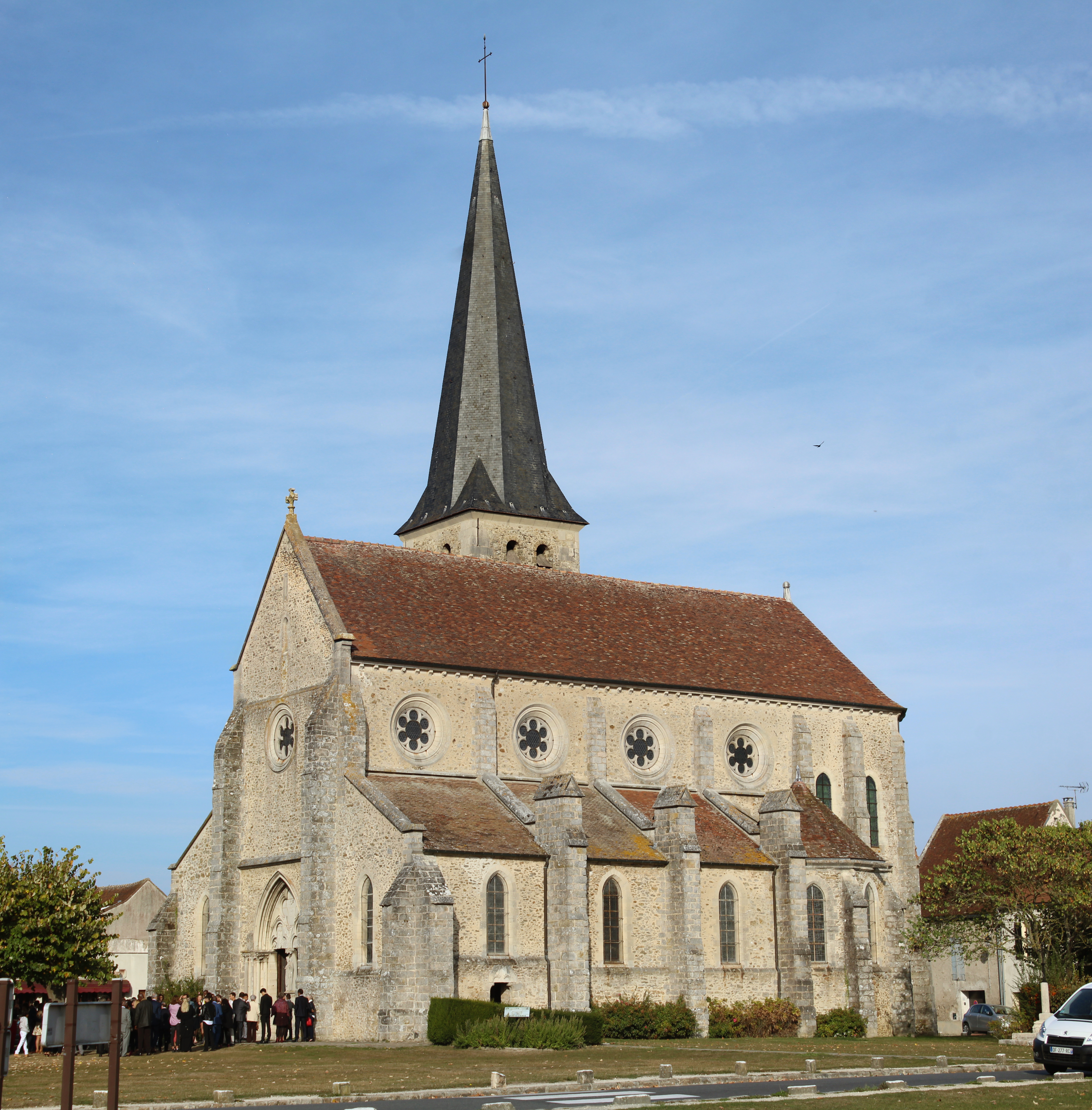
Église Notre-Dame-de-la-Nativité de Villeneuve-le-Comte bâtie de 1203 à 1214, classée Monument Historique le 13 mars 1849.

À la fin du XIIe siècle ou au début du XIIIe siècle, Gaucher III et son épouse Élisabeth de Saint-Pol fondent une Ville Neuve en un lieu défriché de la Forêt de Crécy-la-Chapelle, à proximité d'une ancienne bastide voulue au XIIIe siècle par le comte de Champagne afin d'y marquer la limite de son territoire au nord de la Loire. Cette ville sera nommée Villeneuve-le-Comte en l'honneur de celui qui leur a transmis le titre de Comte de Saint-Pol.
Puis en 1203, ils accordent une charte de franchise aux habitants de cette Ville Neuve, qui stipule que les bourgeois élisent chaque année un maire et des échevins.
La ville est alors définie selon un territoire bien organisé sur un plan régulier autour d'une place de forme carrée, qui comprend notamment l'église et le cimetière, avec de larges rues. La ville est protégée par des murailles qui disposent de quatre portes flanquées de tours. Alors que Gaucher III s'occupe de la défense militaire de la ville, Élisabeth s'intéresse davantage au salut des âmes avec la construction d'une élégante église paroissiale,.

### Conquête de la Normandie
Après la mort de Richard Cœur de Lion en 1199, Philippe-Auguste prend le parti d'Arthur de Bretagne contre Jean sans Terre pour la succession au trône d'Angleterre. À la suite du refus de Jean de lui prêter hommage, Philippe-Auguste confisque toutes les terres continentales de son rival et entreprend la conquête de la Normandie.
En 1203, Gaucher III rejoint ainsi l'ost royal avec le duc Eudes III de Bourgogne et le connétable de Champagne Guy II de Dampierre, et combat probablement au siège de Château-Gaillard en 1203, puis lors de l'avancée en Normandie aboutissant à la prise des villes de Falaise, Caen, Bayeux puis enfin au siège de Rouen le 1er juin 1204,. À l'issue de cette victoire, il fait partie des hauts barons français qui signent avec le roi Philippe-Auguste le traité qui assure la reddition de la ville.

### Croisade des albigeois

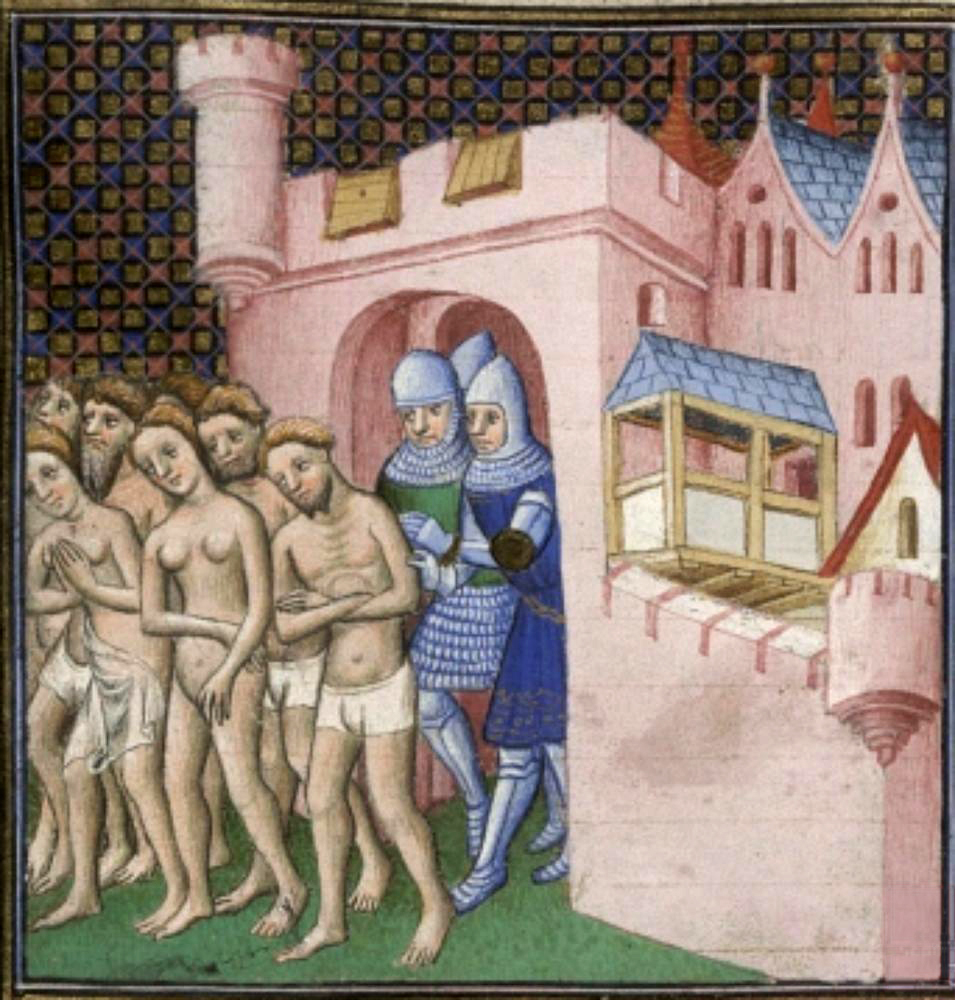
Les habitants de Carcassonne expulsés après la prise de la ville par les croisés en 1209. Miniature des Grandes Chroniques de France, vers 1415, British Library, Ms. Cotton Nero E II Pt2,.

Au début du mois de mai 1209, il rejoint le roi qui tient sa cour à Compiègne pour une assemblée solennelle relative à la croisade des albigeois destinée à éradiquer l'hérésie cathare en Languedoc. Gaucher III est un des premiers hauts seigneurs français à s'engager avec le duc Eudes III de Bourgogne et le comte de Nevers Hervé IV de Donzy. Afin de préparer son départ et de s'attirer les faveurs divines, il fait plusieurs dons à différents monastères et églises.
Il part vraisemblablement au mois de juin 1209 avec l'armée croisée puis combat au siège de Béziers en juillet 1209 où la ville est ravagée. Malgré le départ de nombreux croisés estimant leur devoir effectué après quarante jours de devoir féodal, il reste avec l'armée croisée et participe ensuite en août 1209 au siège de Carcassonne, qui tombe également entre les mains des croisés. Lors de ces affrontements, il attire par ses qualités guerrières l'attention du roi de France qui lui confie par la suite une armée afin d'effectuer diverses missions pour son compte,.

### Guerres en Bretagne et en Flandre
Après avoir fait ses preuves lors de la croisade des albigeois, Gaucher se voit confier par le roi Philippe-Auguste une armée réunie à Mante à la fin de l'année 1208 afin de prendre la forteresse de Garplie en Bretagne, jugée imprenable, et qui fournissait un passage facile vers l'Angleterre pour le roi Jean sans Terre. Gaucher s'acquitte de sa tâche et prend le château en peu de jours et y place des hommes du roi,.
Quelques années plus tard, en 1213, le roi Philippe-Auguste fait de nouveau appel aux talents militaires de Gaucher pour contrer les manœuvres de Ferrand, fils du roi de Portugal Sanche Ier, devenu comte de Flandre et de Hainaut par son mariage avec Jeanne dite de Constantinople et qui a juré allégeance au roi d’Angleterre Jean sans Terre. Dans l'attente de la contre-attaque française, il réclame du secours au roi anglais qui lui envoie le comte de Salisbury Guillaume de Longue-Épée accompagné du comte de Boulogne Renaud de Dammartin et de son frère le comte d'Aumale Simon de Dammartin.
Philippe-Auguste attaque alors les villes de Lille, Cassel, Ypres, Bruges et Gand, pendant que Gaucher, accompagné de frère Guérin, chancelier et évêque de Senlis, prend le commandement d'une partie de l'ost royal et marche sur Tournai et Mortagne puis occupe une grande partie du pays, obligeant Ferrand de Portugal et ses alliés à se réfugier en Angleterre,,.

### Bataille de Bouvines

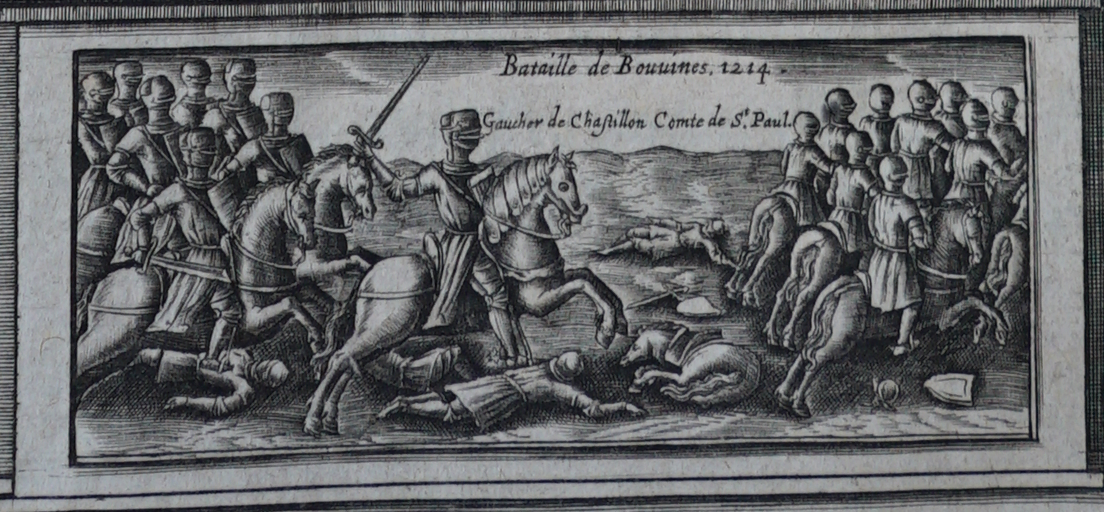
Gaucher III de Châtillon lors de la bataille de Bouvines, tiré de l'Histoire de la maison de Chastillon sur Marne d'André Du Chesne en 1621.

En 1214, une coalition composée notamment du royaume d'Angleterre, du Saint Empire Germanique et du comté de Flandre s'attaque à la France. L'armée française menée par le roi Philippe-Auguste en personne se porte à sa rencontre.
Le 23 juillet 1214, Philippe-Auguste envoie Gaucher III et frère Guérin comme éclaireurs afin d'espionner leurs ennemis. Ils prennent possession de Tournai puis vont à Mortagne qu'ils font démanteler.
Toutefois, certains seigneurs français se méfient de Gaucher car il possède plusieurs terres placées sous domination anglaise que le roi Jean n'a pas confisquées. Gaucher assure alors au roi et à son chancelier Guérin de sa fidélité et leur promet « qu'en ce jour le roi trouverait en lui un bon traitre »,.

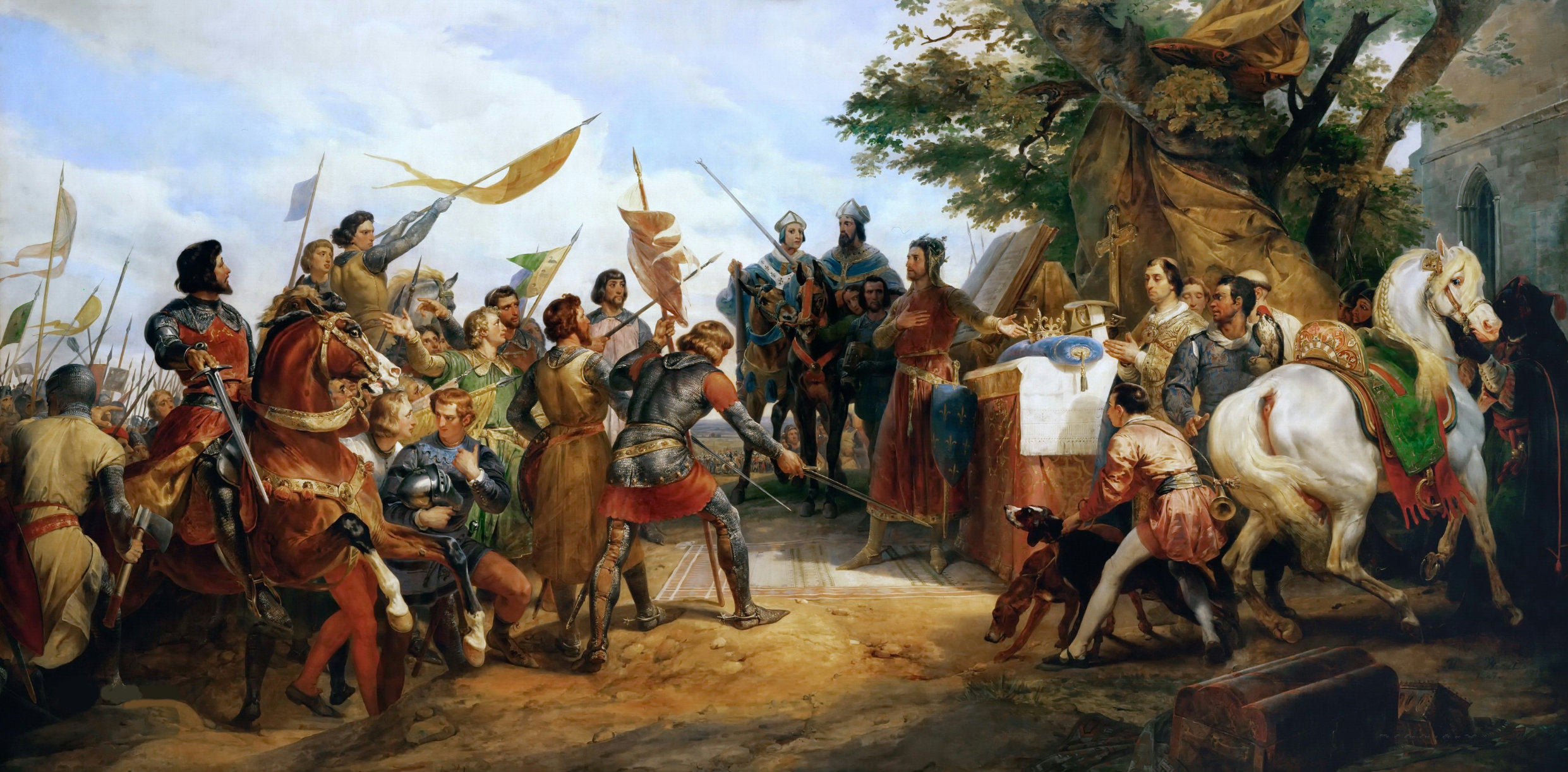
Horace Vernet, Bataille de Bouvines, 27 juillet 1214 (1827), Versailles, musée de l'Histoire de France.

Les deux camps se retrouvent face à face et s'affrontent le dimanche 27 juillet 1214 près de Bouvines. Alors que le duc Eudes III de Bourgogne dirige la troisième division, Gaucher est placé à la tête de la quatrième division de l'aile droite, elle-même sous le commandement de frère Guerin et située en face des flamands et des hennuyers de Ferrand de Portugal. Gaucher fait alors partie des premiers à attaquer l'ennemi peu après le contingent de Champagne. Au cours de la bataille, Gaucher et ses troupes chargent et traversent plusieurs fois les rangs ennemis, semant le trouble au sein de l'armée des coalisés,.
Après la victoire française, le 18 septembre 1214, il fait partie des hauts barons français qui se portent garants de la trêve signée entre le roi Philippe-Auguste et le roi anglais Jean sans Terre.
Il est notamment cité par Guillaume le Breton, chroniqueur du roi Philippe-Auguste, dans le onzième chant de La Philippide.

### Guerre de succession de Champagne

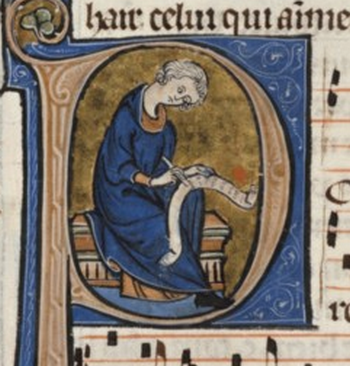
Le comte, dit le Chansonnier. Chansonnier Cangé, XIIIe siècle, BNF, Fr.846.

Lorsque la comtesse régente de Champagne Blanche de Navarre, mère du futur Thibaut IV, doit faire face aux prétentions d'Érard de Brienne, un seigneur champenois ayant épousé Philippa de Champagne, une fille de l'ancien comte Henri II,, elle cherche à obtenir le soutien du roi Philippe-Auguste et Gaucher fait partie des pleiges de sa fidélité ainsi que de celle de son fils. Blanche veut ensuite s'assurer de la fidélité de ses principaux vassaux, et Gaucher compte dès février 1216 parmi les premiers seigneurs champenois à renouveler leur allégeance envers la comtesse et à lui promettre leur soutien contre les filles du comte Henri et leurs partisans.
Le rôle de Gaucher lors de la guerre de succession de Champagne n'est pas connu avec précision, mais il fait partie des principaux soutiens de la comtesse Blanche. D'autant plus qu'un de ses fils, Hugues de Châtillon, épouse vers 1216 une fille du comte de Bar Thiébaut Ier, ennemi de longue date du duc de Lorraine Thiébaud Ier, un des partisans les plus puissants d'Érard de Brienne.

### Retour à la croisade des albigeois

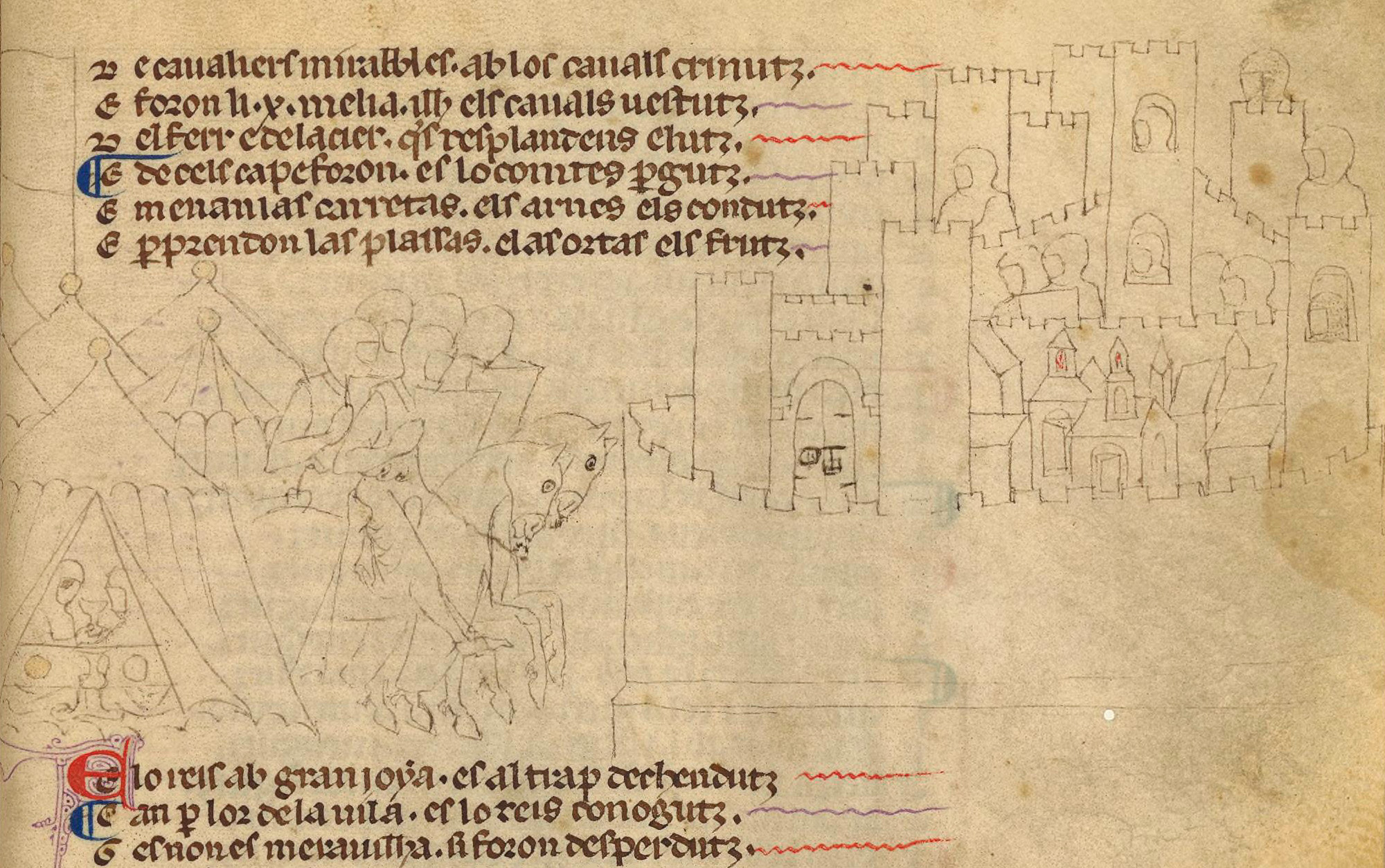
Prise de Marmande par le prince Louis en 1219.
Guilhem de Tudèle, Chanson de la croisade des albigeois, début XIIIe siècle s., BnF, département des manuscrits, ms. Français 25425,.

En 1219, Gaucher III se croise pour la troisième fois de sa vie en décidant de repartir à la croisade des albigeois. Il accompagne le prince Louis VIII le Lion en Languedoc qui rejoint l'armée croisée menée par Amaury VI de Montfort qui fait le siège de Marmande. L'armée du prince arrive à le 2 juin 1219 et la ville donne sa reddition le 10 juin 1219, ce qui entraine le massacre de sa population.
L'armée croisée part alors faire le siège de Toulouse et arrive au pied de la ville le 17 juin 1219. Mais découragé, le prince Louis lève le siège le 1er août 1219. Toutefois, malgré le départ du prince, Gaucher choisit de rester avec l'armée croisée et de continuer de combattre. Il meurt en octobre 1219, probablement tué au cours d'une bataille. Avant sa mort, il avait désigné comme exécuteur testamentaire Nicolas, abbé d'Igny, frère Aymard, trésorier du Temple et de la couronne ainsi que son cousin Philippe de Nanteuil.
Après sa mort, son fils aîné Guy lui succède comme Comte de Saint-Pol au détriment de son épouse Élisabeth de Saint-Pol, tandis que son fils puîné Hugues lui succède comme seigneur de Châtillon et comme bouteiller de Champagne,,. En 1226, Guy meurt au siège d'Avignon lors de la croisade des albigeois et Hugues revendique alors le comté de Saint-Pol et entre en conflit avec sa mère pour cela.
Guillaume le Breton, chroniqueur contemporain de Gaucher, le décrit comme « le plus vaillant en armes de son temps ».

### Rapports avec le roi
Tout au long de sa carrière politique et militaire, Gaucher III de Châtillon a toujours été d'une fidélité à toute épreuve envers ses souverains, que ce soit le comte de Champagne dont il était le vassal et le bouteiller ou le duc de Bourgogne dont il était le sénéchal.
De plus, Gaucher a également fait partie de l'entourage du roi de France Philippe-Auguste, dont il était le cousin germain et un des proches, siégeant souvent à la cour et combattant souvent à ses côtés ou pour ses intérêts. En retour, il a parfois pu bénéficier de faveurs royales. Ainsi, il est probable que ce soit le roi lui-même qui ait favorisé son mariage avec Élisabeth Candavène, lui apportant ainsi le comté de Saint-Pol.
En outre, lorsque le roi convoite son château de Pierrefonds, Gaucher le lui cède et reçoit en échange par apanage royal la seigneurie de Clichy et devient ainsi le premier seigneur féodal de cette ville.

### Fictions
Gaucher III de Châtillon apparait dans l’œuvre de William Shakespeare La Vie et la Mort du roi Jean, écrite en 1598 ou peu avant, dans laquelle il est l'ambassadeur du roi de France Philippe-Auguste qui le charge de rencontrer le prince d'Angleterre Jean sans Terre afin de lui demander de reconnaître les droits d’Arthur Plantagenêt, héritier désigné au trône d’Angleterre devant succéder à Richard Cœur de Lion. Le prince Jean refuse et Gaucher lui déclare alors la guerre au nom de son roi.

## Famille

### Mariage et enfants

Blason des comtes de Saint-Pol issus de la maison de Campdavaine.

En 1196, il épouse en tant que premier mari Élisabeth de Saint-Pol, fille et héritière d'Hugues IV de Campdavaine, comte de Saint-Pol, et de son épouse Yolande de Hainaut, avec qui il a quatre enfants, :
- Guy IV de Châtillon-Saint-Pol (mort en 1226), qui succède à ses parents comme comte de Saint-Pol. Il épouse Agnès de Nevers, fille et héritière d'Hervé IV de Donzy, seigneur de Donzy et comte de Nevers, et de son épouse Mathilde de Courtenay, avec qui il a deux enfants ;
- Hugues Ier de Châtillon-Saint-Pol (mort en 1248), qui succède à son père comme seigneur de Châtillon, puis plus tard à son frère comme comte de Saint-Pol. Il épouse en premières noces Agnès de Bar, fille de Thiébaut Ier de Bar, comte de Bar, et de sa seconde épouse Ermesinde de Bar-sur-Seine, mais ils n'ont pas de postérité ensemble. Veuf, il épouse en secondes noces Marie d'Avesnes, fille de Gautier II d'Avesnes, seigneur d'Avesnes, et de son épouse Marguerite de Blois, comtesse de Blois, avec qui il a quatre enfants. De nouveau veuf, il épouse en troisièmes noces Mathilde de Guînes, fille d'Arnould II de Guînes, comte de Guînes, et de son épouse Béatrix de Bourbourg, mais ils n'ont pas de postérité ensemble ;
- Béatrix de Châtillon-Saint-Pol (morte en 1233), qui épouse Aubert III de Hangest, seigneur de Genlis, fils d'Aubert II de Hangest et de son épouse Comtesse, avec qui elle a un enfant ;
- Eustachie de Châtillon-Saint-Pol (morte après 1267), qui épouse en premières noces Daniel de Béthune, seigneur de Béthune, fils de Guillaume III de Béthune et de son épouse Mathilde van Dendermonde, mais ils n'ont pas de postérité ensemble. Veuve, elle épouse en secondes noces Robert II de Wavrin, sénéchal de Flandre et seigneur de Wavrin, fils d'Hélie IV de Wavrin et de son épouse Isabelle de Montmirail, avec qui elle a au moins cinq enfants.

Devenue veuve en 1219, Élisabeth de Saint-Pol se marie en secondes noces en 1231 avec Jean de Béthune, fils de Guillaume III de Béthune, seigneur de Béthune, et de son épouse Mathilde van Dendermonde, dont le frère aîné Daniel a déjà épousé Eustachie, la propre fille d'Élisabeth. Elle meurt entre 1240 et 1247.